# Oranżeria Egipska w Końskich
Oranżeria Egipska (potocznie zwana Egipcjanką) – oranżeria znajdująca się w zespole parkowo-pałacowym w Końskich. Przykład nurtu egiptyzującego w architekturze XIX w.

## Historia

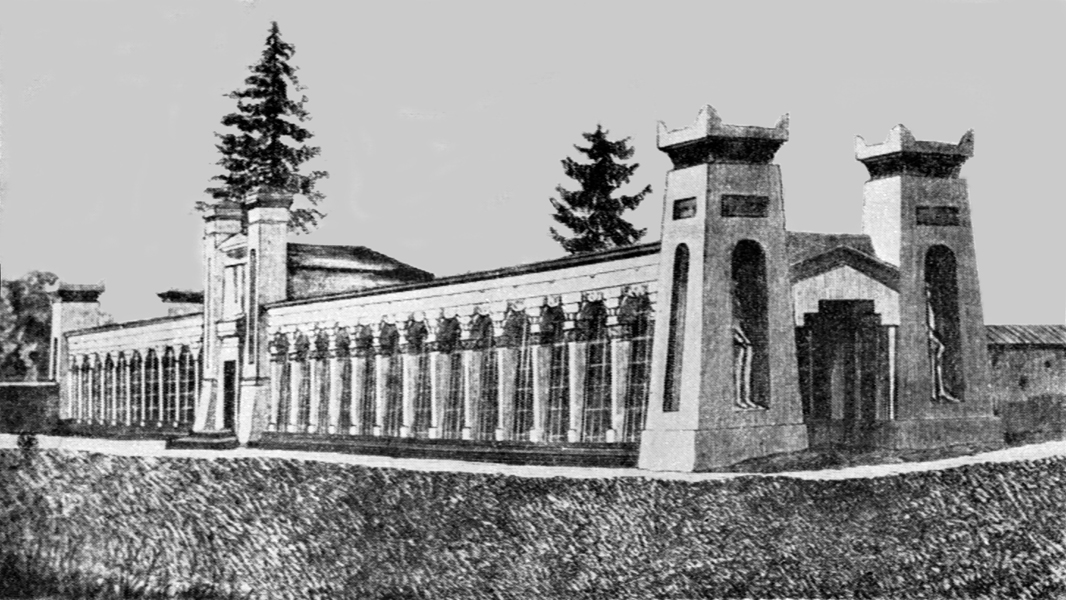
Oranżeria w Końskich na rycinie z 1876 r.

Założenie parkowo-pałacowe w Końskich zaczął wznosić Jan Małachowski w poł. XVIII w. Do czasu śmierci fundatora zdołano ukończyć tylko cześć założenia. Wnuk Jana, Stanisław Aleksander Małachowski po 1815 r. osiadł na stałe w Końskich i rozpoczął rozbudowę parku.
Projektantem rozbudowy założenia został, zaproszony przez Małachowskich, pochodzący z Włoch architekt Franciszek Maria Lanci. Oranżeria była pierwszym wzniesionym od podstaw obiektem jego projektu. Wcześniej zaprojektował tylko przebudowę kościoła św. Mikołaja w stylu neogotyckim. Lanci, który nigdy nie był w Egipcie, zaczerpnął wzorce i detale z publikacji powstałych po wyprawie Napoleona, m.in. Description de l'Égypte. Wzorował się na budowlach z okresu ptolemejsko-rzymskiego, szczególnie świątyni w Denderze .
W 1969 r. od strony północnej dobudowano modernistyczną przybudówkę zaprojektowaną przez Feliksa Dzierżanowskiego, która zaburzyła charakter obiektu. Mieściła się w niej kawiarnia „Egipcjanka” .

## Architektura
Oranżeria została wybudowana na planie wydłużonego prostokąta o wymiarach 54,75 × 7,25m. Główne wejście znajduje się w elewacji południowej w ryzalicie zwieńczonym filarami i naczółkiem z uskrzydlonym dyskiem słonecznym. Pozostałą część elewacji południowej zajmują przeszklone arkady doświetlające wnętrze. Rozdzielone są ośmiobocznymi półkolumnami z prostokątnymi bazami i kapitelami kompozytowymi. Na zwornikach łuków znajdują się rzeźby wzorowane na głowicach z podobiznami bogini Hathor. W narożnikach budynku znajdują się pylony zwieńczone gzymsem cavetto, a w elewacji wschodniej portyk z bocznym wejściem. Na południowych ścianach pylonów i ryzalitu umieszczono pseudohieroglify, a w niszach pylonów posągi faraonów wzorowane na Kolosach Memnona .